# Cristalin

Secțiune a unui ochi uman

Cristalinul este unul din mediile refringente ale ochiului. Acesta funcționează ca o lentilă, razele de lumină captate suferind în ochi 3 refracții, dintre acestea 2 având loc în cristalin.
Cristalinul își modifică curbura pentru ca imaginea să se formeze clar pe retină. Astfel, pentru vederea de aproape cristalinul se bombează, iar pentru vederea la distanță se aplatizează (alungește). La un ochi normal imaginea se formează corect pe retină între distanțe de 10–15 cm și 6 m. Există un punct la care cristalinul este bombat la maximum pentru vederea de aproape (10-15 cm). Pentru distanțe mai mari de 6 m vedem clar, fără să mai aibă loc aplatizarea lui, iar vederea se face fără efort.
Pierderea elasticității cristalinului se numește prezbitism. Aceasta apare de obicei la bătrânețe și se corectează prin purtarea de ochelari cu lentile convergente. Opacifierea cristalinului reprezintă boala numită cataractă. Aceasta se tratează prin operație.
Umoarea apoasă umple camera anterioară și cea posterioară a globului ocular. Ea are rolul de nutriție a componentelor avasculare și determină presiunea în interiorul globului ocular. Creșterea presiunii se atestă la bolnavi de glaucom. Corpul vitros se află în camera obscură, menține forma globului ocular și are rol trofic.